# Xenomusa tetramera
Xenomusa tetramera är en fjärilsart som beskrevs av Oswald Beltram Lower 1894. Xenomusa tetramera ingår i släktet Xenomusa och familjen mätare. Inga underarter finns listade i Catalogue of Life.